# Propagador

Diagrama de Feynman que muestra la interacción electromagnética entre dos electrones a través de un propagador fotónico.

En teoría cuántica de campos, un propagador es una función de Green, es decir un tipo de solución de una ecuación diferencial, que da la amplitud de probabilidad de que una partícula se desplace entre dos puntos en un tiempo dado, o de que se mueva con cierta energía y momento. La partícula que se desplaza puede ser real o virtual, de forma que un diagrama de Feynman es esencialmente una representación de propagadores de partículas virtuales entre nodos.